# Вулиця Василя Стуса (Чернігів)
Вулиця Василя́ Сту́са (до 2022 року — вулиця Чернишевського) — вулиця в Деснянському районі міста Чернігів. Пролягає від проспекту Миру (без проїзду) до перехрестя 2-ї набережної вулиці та Стриженського провулка, історично сформована місцевість (район) Ковалівка.
Примикають вулиці П'ятницька, Мстиславська, Гонча.

## Історія
Воскресенська вулиця — на честь Воскресенської церкви — прокладена на початку XIX століття від Шосейної вулиці (зараз проспект Миру) до річки Стрижень. Наприкінці XIX століття вулицю було продовжено у західному напрямку від Воскресенської церкви на околицю міста. Була забудована приватними будинками. На розі Воскресенської та П'ятницької вулиць був розташований костел Святого Олександра (П'ятницька, 31; збудований у 1858 році), який пізніше був перебудований на житловий будинок.
У 1922 році Воскресенську вулицю перейменовано на вулицю Мурінсона — на честь революціонера часів Громадянської війни, уродженця Чернігова Мойсея Соломоновича Мурінсона. У 1927 році східна частина вулиці Мурінсона була виділена в окрему вулицю під назвою 18 Березня — на честь Дня Паризької комуни.
1958 року вулиця 18 березня перейменована на вулиця Чернишевського — на честь російського літературного критика Миколи Чернишевського.
З метою проведення політики очищення міського простору від топонімів, які звеличують, увічнюють, пропагують або символізують Російську Федерацію та Республіку Білорусь, 1 серпня 2022 року вулиця отримала сучасну назву — на честь Героя України Василя Семеновича Стуса, згідно з рішенням Чернігівської міської ради № 9/VIII-6 «Про перейменування вулиць у місті Чернігові».

## Забудова

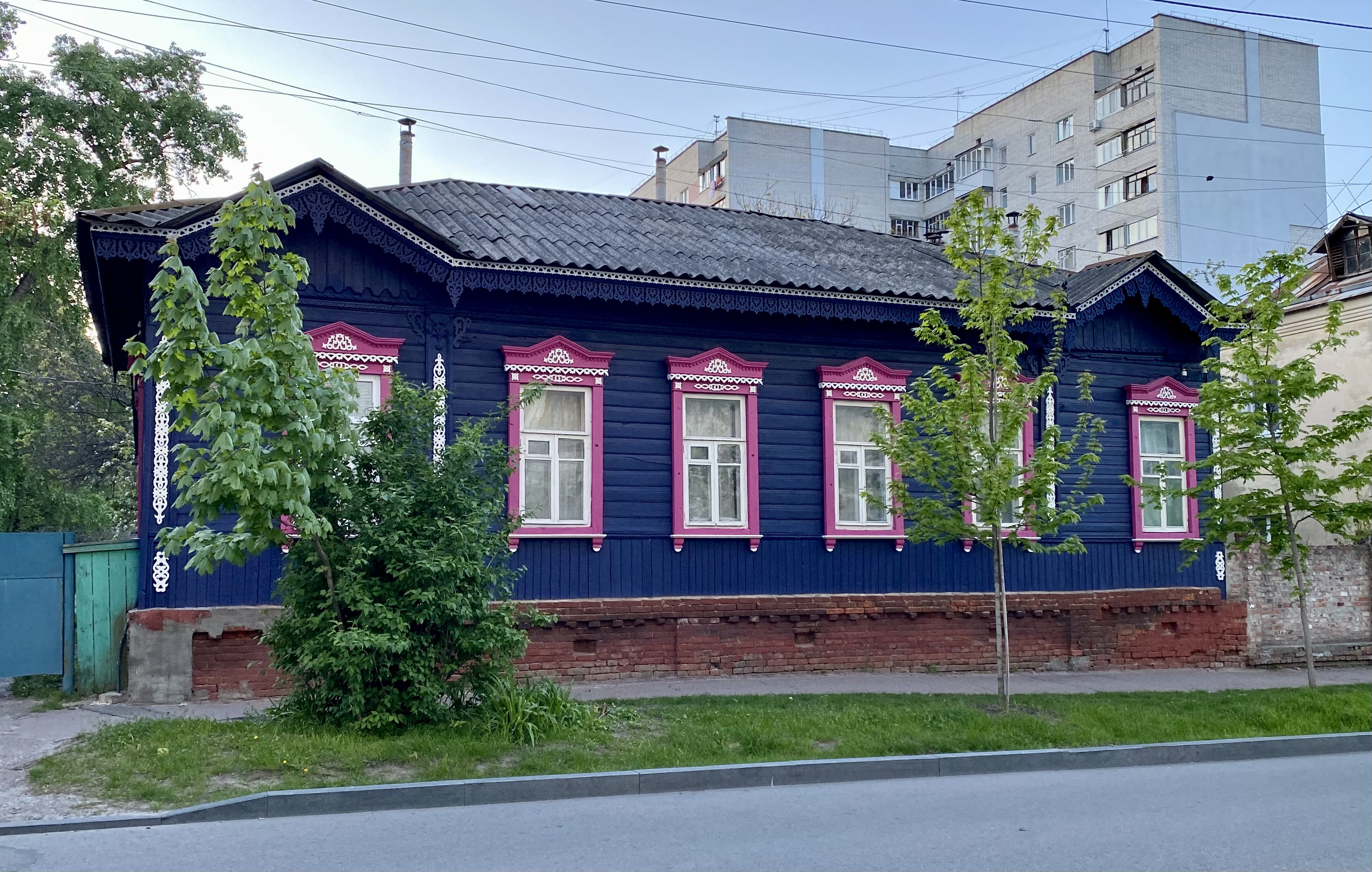
будинок № 16

Вулиця пролягає в північно-східному напрямку до річки Стрижень. На вулиці чергуються садибна та малоповерхова житлова (2-поверхові будинки, кілька 3-поверхових будинків) забудова, частково присутня багатоповерхова житлова (9-поверхові будинки). Парний бік початку вулиця зайнятий територією підстанції швидкої медичної допомоги (проспект Миру, 43А).
Тут збереглися переважно дореволюційні будинки. Будинок № 10/40 — одноповерховий будинок на високому цоколі (вікна цоколя замуровані), 5-віконний як з боку вулиці Чернишевського, так і з боку вулиці П'ятницької (додалося ще одне вікно), вхід з боку П'ятницької. Будинок № 16 — дерев'яний одноповерховий будинок на цегляному фундаменті, 6-віконний, з різьбленням карнизів. Будинок № 23/37 — пам'ятка історії «Будинок, де жив В. М. Конашевич» — дерев'яний одноповерховий 5-віконний на стороні вулиці Чернишевського (з боку Мстиславської одне вікно), фасад асиметричний, вхід з боку Мстиславської вулиці.
Установи:
1. будинок № 7 — КП «Деснянське-2»

Пам'ятники історії:
1. будинок № 23/37 — Будинок, де жив художник В. М. Конашевич (1897—1908) — місцевого значення
2. будинок № 30 — Будинок, де жив художник М. І. Жук (1910—1925) — місцевого значення

Є ряд рядових історичних будівель, що не є пам'ятками архітектури чи історії: 2-поверховий будинок № 9/38, садибні будинки № 3, 5, 7, 10/40, 16, 18/32, 21/30, 22, 24, 25, 26/46, 27, 29, 31/44, 32, 34, 41.
Меморіальні дошки:
1. будинок № 16А — Герою Радянського Союзу, уродженцю Чернігівщини Миколі Андрійовичу Ісаєнку — на будинку, де він жив.